# Matiss Silins
Matiss Silins är en svensk estradpoet och spokenwordartist. Han började läsa sina egna dikter på Borås Stadsteater 1997 och två år senare började han tävla i Poetry Slam. Sedan dess har han uppträtt som poet och spokenwordartist på teatrar, festivaler och klubbar, till exempel Hultsfredsfestivalen och Spoken Word Klubb. 2009 kom han på andra plats i SM i Poetry Slam, året efter tog han en tredjeplacering. 2016 tävlade han igen efter sex års uppehåll och tog sig via en bronsplats till VM i Poetry slam.
Han har också startat nätverket Ordkanon som bl.a. jobbar med ungdomars kreativitet, scenkonst och workshops i skrivande m.m.

## Utmärkelser
- 2019 – Bokmässans bildningsstipendium[1]